# Lorica hamata

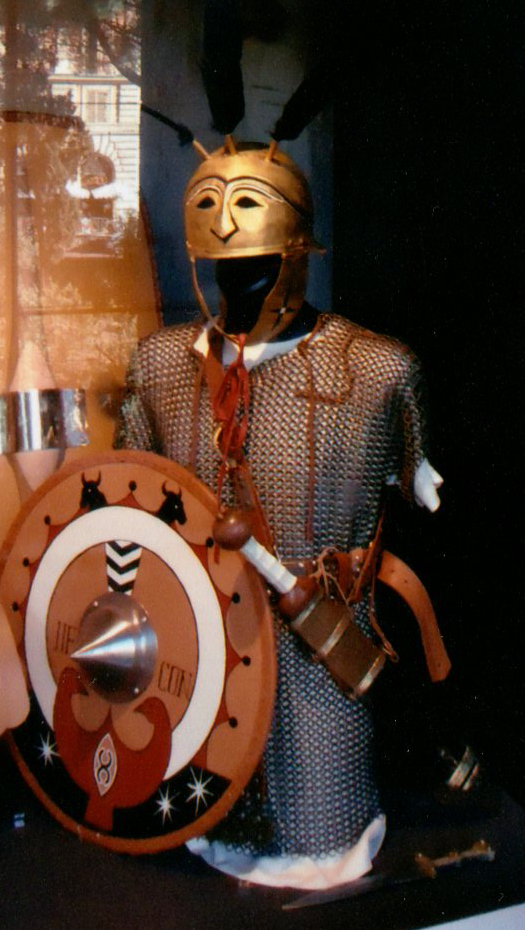
Rekonstrukcja uzbrojenia rzymskiego triarii z II w. p.n.e. (na wyposażeniu m.in. lorica hamata)

Lorica hamata – zbroja kolcza (kolczuga) pochodzenia celtyckiego wprowadzona do wyposażenia żołnierza rzymskiego najprawdopodobniej w IV w. p.n.e. lub III w. p.n.e. Lorica hamata wykonywana była zwykle z kółek żelaznych nitowanych i sklepywanych, o wiele rzadziej z kółek sztancowanych. Lorica hamata posiadała różne długości. Kolczuga mogła sięgać do torsu lub aż do ud. Głównymi zaletami zbroi były: prosta naprawa oraz dopasowanie do ciała gwarantujące swobodę ruchu. Wady tego typu pancerza to wysoka waga (ok. 10-15 kg) oraz długi i kosztowny proces produkcji.

## Typy kolczugi
Rozróżniamy 3 typy zbroi:
- Typ celtycki – z peleryną na ramionach
- Typ grecki –  złożona z napierśnika i naplecznika oraz klap naramiennych podbitych skórą
- Typ tuniki –  będący charakterystyczną odmianą rzymską

## Użycie
Według Polibiusza (piszącego w II w. p.n.e.) kolczug używali legioniści rzymscy należący do klas posiadających majątek o wartości 10000 drachm. Mimo tego zbroja cieszyła się dużą popularnością wśród żołnierzy. Po tzw. "reformach Mariusza" lorica hamata stała się jednym z głównych typów zbroi. Jednym z typów pancerzy stosowanych obok kolczug w tamtym okresie były także charakterystyczne zbroje wykonane ze skóry bądź utwardzonego płótna (lnu) tzw. "linothorax". Zbroja ta została najprawdopodobniej zapożyczona od Etrusków bądź Greków. Od czasów panowania Cesarza Augusta zbroja kolcza powoli ustępowała miejsca nowemu typowi zbroi, który aż do dziś przez wielu jest postrzegany jako podstawowy pancerzem rzymskich legionistów - lorice segmentata. Mimo to Lorica hamata była używana, aż do upadku cesarstwa, ciesząc się popularnością m.in. w oddziałach pomocniczych.